# Kimberly Hyacinthe
Kimberly Hyacinthe, född 28 mars 1989, är en kanadensisk kortdistanslöpare.
Hyacinthe var uttagen i Kanadas trupp vid olympiska sommarspelen 2016 i Rio de Janeiro. Hon skulle ha tävlat på 200 meter och 4x100 meter, men kom inte till start på grund av en skada.

## Personliga rekord
| Utomhus - 100 meter – 11,31 (Edmonton, 3 juli 2015) - 200 meter – 22,78 (Kazan, 10 juli 2013) - 300 meter – 37,44 (Barcelona, 11 juli 2018) - 400 meter – 54,36 (Toronto, 12 juli 2019) | Inomhus - 50 meter – 6,44 (Saskatoon, 31 januari 2014) - 55 meter – 7,10 (Boston, 13 februari 2009) - 60 meter – 7,29 (Montreal, 24 januari 2014) - 200 meter – 23,79 (New York, 5 februari 2011) - 300 meter – 37,46 (Montreal, 25 januari 2014) - 400 meter – 55,26 (Ann Arbor, 16 februari 2018) |